# Billon
Billon sp. z o. o. – przedsiębiorstwo działające w branży fintech w Polsce i Wielkiej Brytanii, które opracowało standard obrotu cyfrowym pieniądzem oraz innymi danymi oparty na własnym wariancie technologii blockchain.

## Technologia
Technologia Billon opiera się na możliwości zapisu regulowanych walut oraz innych danych w postaci nieedytowalnego pliku sieciowego (z angielskiego blockchain). W odróżnieniu od innych rozwiązań blockchainowych Billon nie używa kryptowalut. Technologia obsługuje obecnie polskie złote i funty brytyjskie posiadające pełne pokrycie i wymienialność w gotówce papierowej.
Dostęp do danych zawartych w blockchainie Billon jest otwarty. Każdy, kto posiada aplikację mobilną Billon, może podłączyć się do sieci i mieć dostęp do plików, które są formą sieciowo rozproszonej bazy danych. Modyfikacja tej bazy odbywa się wyłącznie poprzez jej rozszerzanie o nowe bloki w łańcuchu, zgodnie z ustalonym protokołem sieciowym, który jej egzekwowany przez wszystkie węzły rozproszonej sieci blockchain. Początkowe bloki reprezentujące wartości pieniężne mogą być tworzone wyłącznie przez uprawnione do tego podmioty banki oraz Instytucje Pieniądza Elektronicznego (bank-wydawca). Bank-wydawca cyfrowo drukuje cyfrową gotówkę czyli wypuszcza nowe bloki w plikach sieciowych blockchain.
Technologia blockchain jako podstawa pieniądza elektronicznego obiecuje radykalne obniżenie kosztów wymiany, zwiększenie bezpieczeństwa w porównaniu do centralnych systemów przechowywania pieniądza oraz naturalne otworzenie się na wszystkie zastosowania internetowe gdyż dostęp do pieniędzy odbywa się poprzez publicznie dostępne API.
Billon jest wymienialny na tradycyjną gotówkę w punktach kasowych lub poprzez przelewy bankowe, gdyż każda aplikacja (węzeł blockchain) posiada swój własny numer IBAN.
Technologia Billon jest używana m.in. do masowych wypłat, płatności w sklepach internetowych oraz wspierania użytkowników w serwisie Twitch. Jest też testowana przez banki jako metoda przechowywania dokumentów spełniająca regulacyjne wymogi trwałego nośnika.

## Historia
Spółka Billon została zarejestrowana 15 grudnia 2012 .W grudniu 2015 w Wielkiej Brytanii została zarejestrowana spółka Billon Group Ltd., obsługująca tamtejszy rynek. 
W maju 2015 pojawiło się doniesienie, że dwa banki w Polsce, Plus Bank oraz Alior Bank, rozpoczęły emisję cyfrowego pieniądza opartego na technologii Billon. W 2017 r. Plus Bank jest natomiast wymieniony jako bank-wydawca pieniądza cyfrowego na stronie Billon. 
W 2016 w spółkę zainwestował były prezes PZU Andrzej Klesyk.
W grudniu 2016 Billon otrzymał wstępną zgodę na uruchomienie systemu w Wielkiej Brytanii pod nadzorem FCA.
W lipcu 2017 Billon otrzymał dofinansowanie prawie 2 mln euro z programu Komisji Europejskiej Horizon 2020, a we wrześniu tego roku – 100 tys. dolarów z akceleratora startupów Fintech 71 w USA. W listopadzie 2017 spółka otrzymała grant 4,5 mln zł od Narodowego Centrum Badań i Rozwoju na dalszy rozwój swojej technologii. W tym samym roku spółka otrzymała nagrody Central European Startup Awards jako najlepszy polski fintech oraz World Summit Award za rozwiązanie pozwalające wypełnić Cele Zrównoważonego Rozwoju ONZ.
W 2018 firma podpisała umowę z Biurem Informacji Kredytowej na wprowadzenie w polskim sektorze bankowym rozwiązania do przechowywania i przesyłania dokumentów na trwałym nośniku informacji, opartego na technologii blockchain Billon. W tym samym roku Billon otrzymał główną nagrodę w konkursie Global FinTech Hackcelerator na Singapore FinTech Festival w Singapurze za umożliwienie natychmiastowych transakcji międzynarodowych za pomocą technologii rozproszonego rejestru.
W latach 2018–2023 w radzie nadzorczej spółki córki Billon Solutions zasiadał Wojciech Kostrzewa.
W lutym 2019  Billon Solutions rozpoczęła działalność jako pierwsza w Polsce licencjonowana instytucja pieniądza elektronicznego na podstawie zezwolenia Komisji Nadzoru Finansowego z pozwoleniem na emisj cyfrowych walut narodowych na terenie całej Unii Europejskiej opartej na systemie DLT Billona pod nazwą Distributed Digital Cash.